# Congres van de Koreaanse Arbeiderspartij

Symbool van de Koreaanse Arbeiderspartij

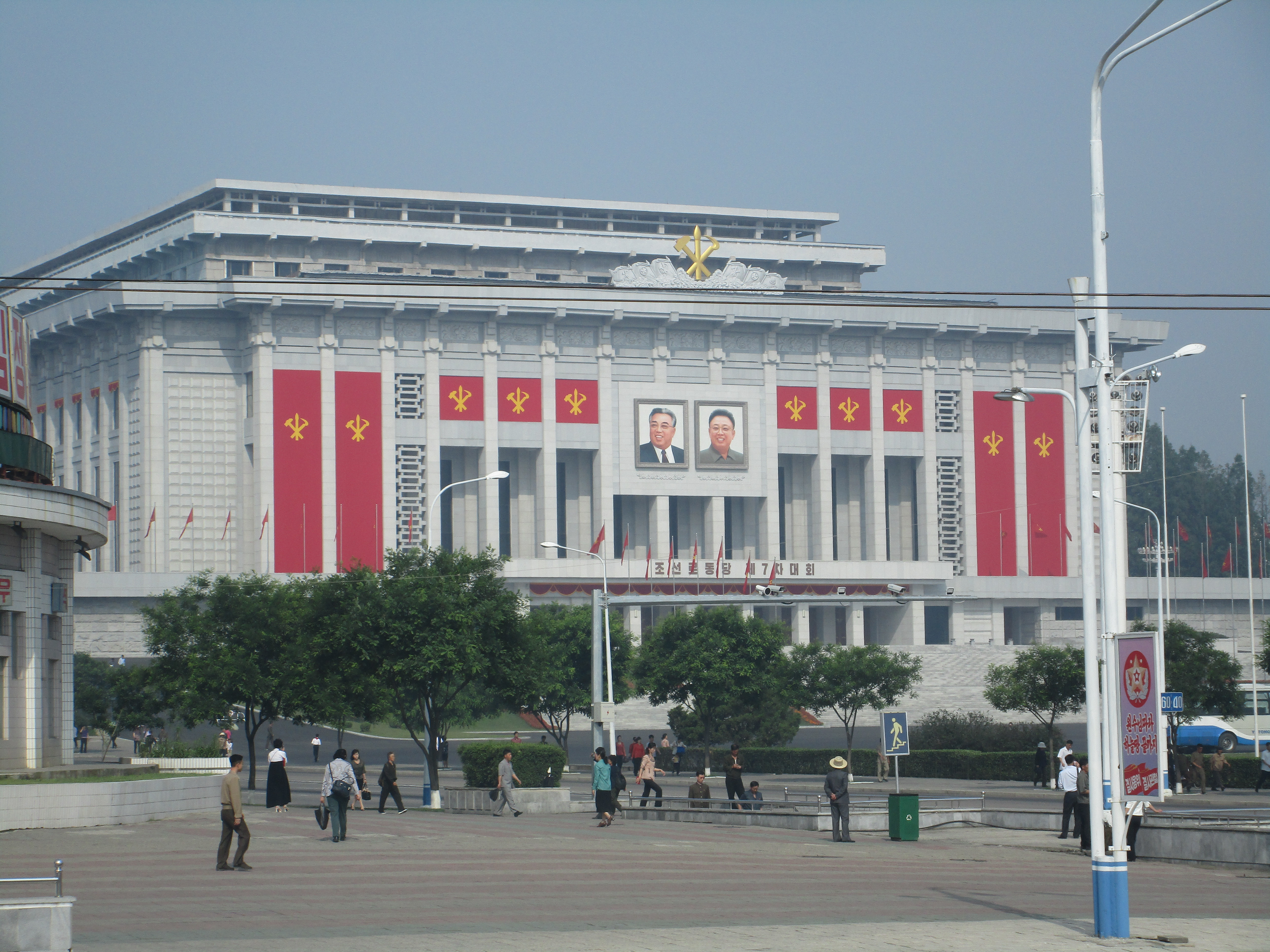
Het Cultuurpaleis in Pyongyang waar de congressen van de Koreaanse Arbeiderspartij worden gehouden.

Het Congres van de Koreaanse Arbeiderspartij (Koreaans: 조선로동당 당대회) is formeel het hoogste orgaan van de Koreaanse Arbeiderspartij. Op het Congres worden het Centraal Comité en de Centrale Controlecommissie van de partij gekozen. Tijdens de eerste plenaire sessie van het nieuwgekozen Centraal Comité worden het Secretariaat, de Centrale Militaire Commissie het Politbureau gekozen.
Sinds de oprichting van de Koreaanse Arbeiderspartij in 1946 hebben er acht partijcongressen plaatsgevonden. De Congressen van de partij vinden onregelmatig plaats: tussen het zesde en zevende partijcongres bestond een interval van maar liefst zesendertig jaar. Tussen het zevende congres (2016) en het achtste congres (2021) zat daarentegen maar  vijf jaar. De congressen vinden plaats in het Cultuurpaleis van de 25ste April in de hoofdstad Pyongyang.
Het meest recente partijcongres, het 8e Congres, vond plaats van 5 tot en met 12 januari 2021.

## Lijst van Congressen van de Koreaanse Arbeiderspartij
| Congres    | Datum                            | Plaats    | Aantekeningen |
| ---------- | -------------------------------- | --------- | ------------- |
| 1e Congres | 28 augustus - 30 augustus 1946   | Pyongyang | [ 4 ]         |
| 2e Congres | 27 maart - 30 maart 1948         | Pyongyang | [ 4 ]         |
| 3e Congres | 23 april - 26 april 1956         | Pyongyang | [ 4 ]         |
| 4e Congres | 11 september - 18 september 1961 | Pyongyang | [ 4 ]         |
| 5e Congres | 2 november - 13 november 1970    | Pyongyang | ,             |
| 6e Congres | 10 oktober - 14 oktober 1980     | Pyongyang | ,             |
| 7e Congres | 6 mei - 9 mei 2016               | Pyongyang | [ 9 ]         |
| 8e Congres | 5 januari - 12 januari 2021      | Pyongyang | [ 10 ]        |

## Verwijzingen
Juche · Sŏn’gun ·
Congres (8e Congres) · Centraal Comité (8e Centraal Comité) · Secretariaat · Centrale Militaire Commissie · Centrale Controle Commissie · Politbureau (8e Politbureau) ·
Presidium van het Politbureau van de Koreaanse Arbeiderspartij (Leden) · Secretaris-generaal van de Koreaanse Arbeiderspartij (Lijst)